# Campus Flemingsberg

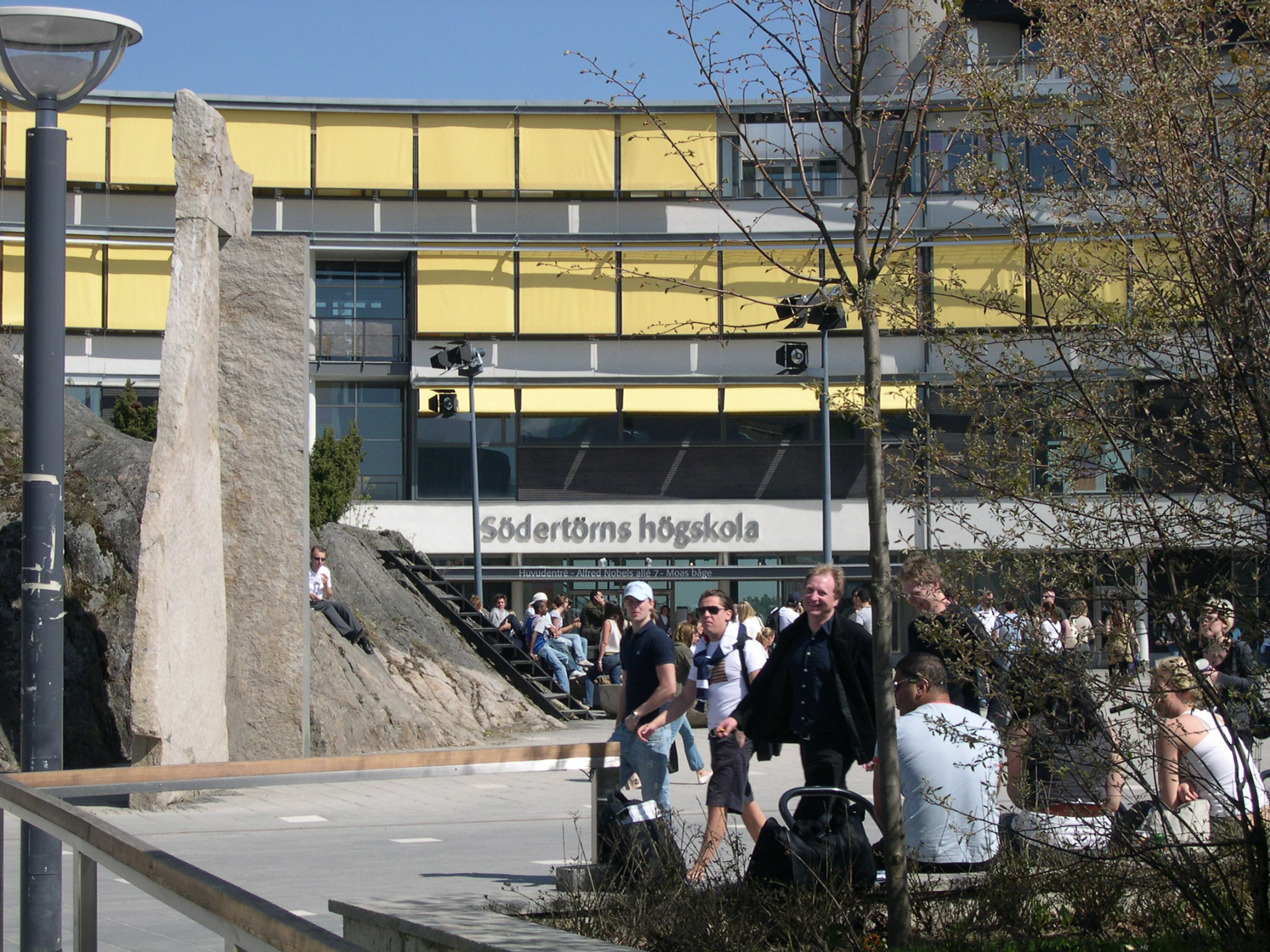
Södertörns högskola.

Campus Flemingsberg är ett campus med cirka 17 000 studenter i Flemingsberg i Huddinge kommun. Här finns verksamheter inom fem universitet och högskolor, samt universitetssjukhus och ett framväxande företagskluster. 
På campus finns studenter och forskare från Karolinska institutet, Kungliga Tekniska högskolan, Södertörns högskola, Röda Korsets högskola och Stockholms musikpedagogiska institut. Från 2015 har också Polishögskolan delar av sin utbildning i Flemingsberg, eftet det att den blivit en del av Södertörns högskola..  
Området stärks av Karolinska universitetssjukhuset i Huddinge. Här återfinns också Novum forskningspark samt de två forskningsmiljöerna Neo och Technology and Health med inriktning på Life Science. För att främja samarbetet mellan akademi, näringsliv och samhälle i Flemingsberg bildades år 2011 Stiftelsen Flemingsberg Science.  
I anslutning till området har studentbostäder byggts.

## Studentkårer vid Campus Flemingsberg
Det finns sex studentkårer verksamma vid Campus Flemingsberg (2018):
- Medicinska föreningen i Stockholm
- Odontologiska föreningen i Stockholm
- Röda Korsets högskolas studentkår
- Stockholms musikpedagogiska instituts studentkår
- Södertörns högskolas studentkår
- Tekniska högskolans studentkår

Samtliga studentkårer är anslutna till samarbetsorganisationen Flemingsbergs förenade studentkårer.